# Sybrand Marinus van Haersma Buma
Sybrand Marinus van Haersma Buma (Den Haag, 30 december 1903 - Neuengamme, 11 december 1942) was een Nederlands burgemeester en verzetsman.

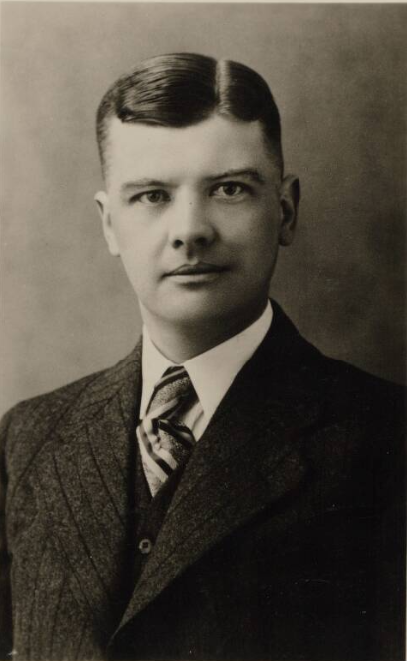
Sybrand Marinus van Haersma Buma

## Biografie
Van Haersma Buma was een zoon van Bernhardus van Haersma Buma en Anna Maria Eduarda van Benthem van den Bergh. In 1928 studeerde hij aan de Rijksuniversiteit Utrecht af in de rechten. In 1930 werd deze CHU'er op 26-jarige leeftijd burgemeester van Stavoren en was daarmee een van de jongste burgemeesters van Nederland. Vanaf 1938 was hij burgemeester van Wymbritseradeel.
Aan het begin van de Tweede Wereldoorlog werd hij lid van het 'Legioen van Oud-Frontstrijders' (LOF), dat later opging in de Ordedienst (OD). Hij werd in 1941 door de Duitse bezetter ontslagen, vermoedelijk vanwege zijn werkzaamheden voor het verzet. Hij werd in mei 1941 gearresteerd en vastgezet in de gevangenis van Scheveningen (Oranjehotel). In september 1942 werd hij via Amersfoort en Oberhausen overgebracht naar het concentratiekamp Neuengamme, waar hij overleed.

## Nagedachtenis
In het gemeentehuis in IJlst is in 1947 ter nagedachtenis aan Van Haersma Buma een door Willem Valk gemaakte buste geplaatst. In Hommerts werd de Van Haersma Bumaschool naar hem vernoemd.

## Persoonlijk
Zijn zoon Bernhard van Haersma Buma (1932-2020) werd in navolging van zijn vader ook burgemeester en wel van Workum (1962-1970) en Sneek (1970-1993). Zijn kleinzoon Sybrand van Haersma Buma (1965), oud-CDA-leider en burgemeester van Leeuwarden, werd naar hem genoemd.
- Gemeinsame Normdatei: 1248173848
- International Standard Name Identifier: 0000 0003 9141 5828
- Nederlandse Thesaurus van Auteursnamen: 303181222
- Virtual International Authority File: 285199755
- WorldCat: E39PBJxMpJ4TbqcKbYgMr49hpP